# قلعه هاماماتسو
قلعه هاماماتسو (به ژاپنی: 浜松城 Hamamatsu-jō) یک قلعه ژاپنی است که در مرکز شهر هاماماتسو قرار گرفته‌است. این قلعه در سال ۱۵۳۲ توسط خاندان ایماگاوا در ولایت توتومی ساخته شده‌است و در سال ۱۹۵۸ بازسازی شده‌است. نام دیگر آن قلعه هیکوما است.